# アーニー・ラッド
アーニー・ラッド（Ernie Ladd、本名：Ernest L. Ladd、1938年11月28日 - 2007年3月10日）は、アメリカ合衆国のアメリカンフットボール選手、プロレスラー。ルイジアナ州レイビル出身のアフリカ系アメリカ人。ニックネームは "The Big Cat" 。日本では、その長い手足から「黒い毒グモ」と呼ばれた。
ワフー・マクダニエルなどと同じく、アメリカンフットボールのオフシーズンにプロレスのリングに上がるようになり、後に本格的にプロレスラーに転向。超大型の黒人レスラーとして、NWA、AWA、WWWF、WWA、NWFなど、全米の主要テリトリーで活躍した。
ストリートファイトの強さでも知られ、レスリングの強豪だったブリスコ兄弟（ジャック・ブリスコ&ジェリー・ブリスコ）と私闘を起こし、2人まとめて叩きのめしたなどの逸話を残している。

## 来歴

### アメフトでの活躍
ハイスクール時代にババ・スミスの父親にアメリカンフットボールの指導を受け、グランブリング州立大学にて活躍。1961年に大学を中退し、AFLドラフト15巡でサンディエゴ・チャージャーズに指名されて入団。リーグでも最高身長で最重量級だったラッドは、チャージャーズのAFLチャンピオンシップ・ゲーム3回出場に貢献し、1963年にチームはAFLチャンピオンとなった。チャージャーズでは、チームメイトのロン・ネリー、ビル・ハドソン、アール・フェイソンらと共に、"Fearsome Foursome" （恐怖の4人組）とも呼ばれた。
その後、1965年にヒューストン・オイラーズ、1967年にはカンザスシティ・チーフスに移籍。チーフスではバック・ブキャナンとチームメイトになり、プロフットボール史上もっとも大きいディフェンシブタックル（DT）コンビとして活躍した。この間、1962年から1965年まで4年連続でAFLのオールスター戦にも出場している。ボストン・ペイトリオッツのセンター、ジョン・モリスによるとラッドと向かい合った場合、彼が大きすぎたために後方にいるラインバッカーやゴールポストが見えないほどであったという。1981年にはチャージャーズの殿堂に迎えられた。

### プロレスでの活躍

#### 1960年代
サンディエゴ・チャージャーズに在籍中の1963年、フットボールとの掛け持ちでプロレスラーとしてデビュー。スーパーヘビー級のアスリート系黒人ベビーフェイスとして人気を集め、カリフォルニア州ロサンゼルスのWWAを主戦場にフレッド・ブラッシーやザ・デストロイヤーと抗争。1964年2月1日にはエドワード・カーペンティアとのコンビでWWA世界タッグ王座の初代チャンピオンに認定された。
1964年6月19日にはテキサス州ヒューストンにてルー・テーズのNWA世界ヘビー級王座に挑戦、デビュー2年目でありながら、テーズを相手に時間切れ引き分けの戦績を残した。テキサスでは翌1965年4月、フリッツ・フォン・エリックを破りNWAテキサス・ヘビー級王座を獲得している。
その後もフットボールのオフシーズンを利用してリングに上がり、東部のWWWFでは黒人レスラーの総帥ボボ・ブラジルのパートナーを務め、ジェリー・グラハム&ルーク・グラハムやキラー・コワルスキーと対戦。北部のAWAでは帝王バーン・ガニアと組んでラリー・ヘニング&ハーリー・レイスのAWA世界タッグ王座に挑み、1966年7月25日にはイリノイ州シカゴにて、マッドドッグ・バションが保持していたAWA世界ヘビー級王座に挑戦。カナダのトロントでは1968年6月23日にジン・キニスキーのNWA世界ヘビー級王座にも挑戦するなど、各地で活躍した。
デビュー以来ベビーフェイスのポジションにいたが、1968年にWWWFでヒールに転向し、7月13日にニューヨークのマディソン・スクエア・ガーデンにてブルーノ・サンマルチノのWWWF世界ヘビー級王座に挑戦。その後、膝の負傷のため1969年にフットボールを引退し、プロレスに専念するようになった。

#### 1970年代
プロレスへの本格転向後の1970年代からは、後年のアンドレ・ザ・ジャイアントやブルーザー・ブロディのように、特定の地区に定着せずに全米の主要テリトリーをトップのポジションで行き来するフリーエージェントの立場で活動。
1970年3月にはテキサスのアマリロ地区において、NWA世界ヘビー級王者のドリー・ファンク・ジュニアに連続挑戦した。同年9月、日本プロレスに初来日し、第1回NWAタッグ・リーグ戦にロッキー・ジョンソンとの黒人コンビで出場。外国人側の優勝候補の筆頭だったが、チームワークに難があり決勝進出はニック・ボックウィンクル&ジョニー・クインにさらわれた。
五大湖地区のNWFでは、日本遠征より帰国後の1970年12月5日、ブルドッグ・ブラワーからNWF北米ヘビー級王座を奪取。1972年6月2日にはワルドー・フォン・エリックを破ってNWF世界ヘビー級王座を獲得。以降もジョニー・パワーズ、アブドーラ・ザ・ブッチャー、オックス・ベーカーらと抗争を繰り広げた。1974年3月21日にはオハイオ州クリーブランドにて、NWF世界王者としてアメリカに遠征してきたアントニオ猪木に挑戦、カウンター・キックで1本取るも1-1のタイスコアで戴冠は果たせず。同年10月末、新日本プロレスに来日し、11月1日に札幌で猪木に再挑戦するが王座奪回はならなかった。
古巣のロサンゼルス地区では1972年7月28日にジョン・トロス、1974年7月12日にポークチョップ・キャッシュを破り、フラッグシップ・タイトルのNWAアメリカス・ヘビー級王座をそれぞれ獲得。インディアナポリスのWWAでは1973年2月24日にバロン・フォン・ラシクと組み、ディック・ザ・ブルーザー&クラッシャー・リソワスキーからWWA世界タッグ王座を奪取。プエルトリコのWWCにも参戦し、1974年10月21日にカルロス・コロンを下してWWC北米ヘビー級王座を獲得している。1975年にはNWFの残党が参画していた新団体IWAに出場、ミル・マスカラスが保持するIWA世界ヘビー級王座に挑戦した。

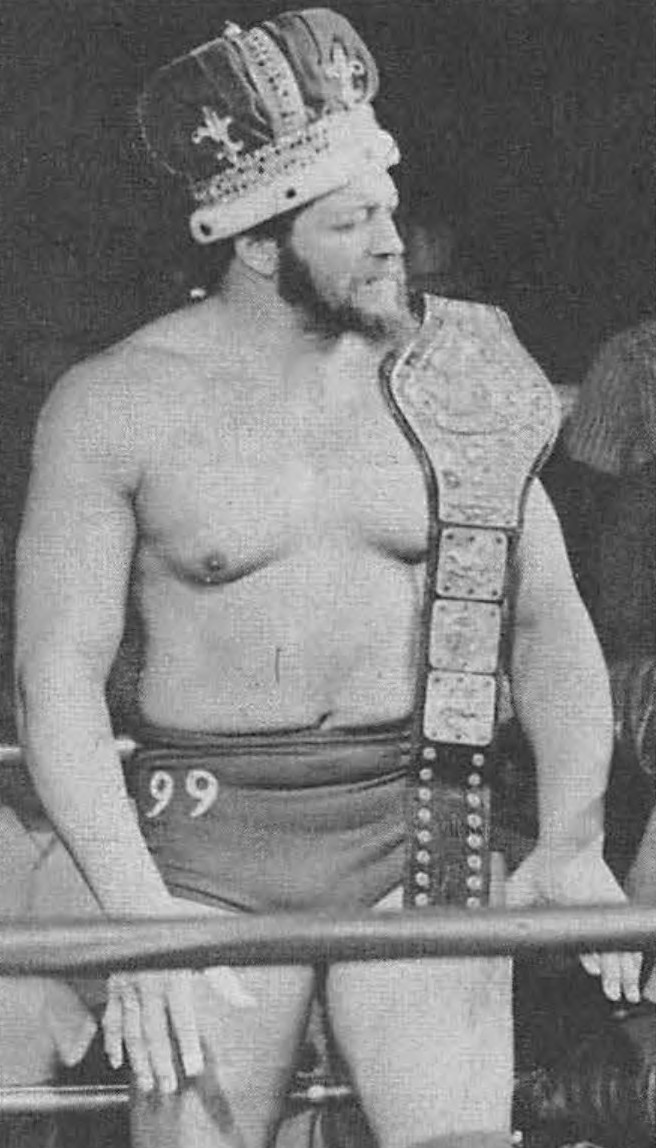
1979年

WWWFにも常連ヒールとして頻繁に登場しており、グラン・ウィザードをマネージャーに迎え、ブルーノ・サンマルチノ、ペドロ・モラレス、ボブ・バックランドら歴代のチャンピオンに再三挑戦。新旧ヒール王者のイワン・コロフやスーパースター・ビリー・グラハムとも共闘した。アンドレ・ザ・ジャイアントとの巨人対決もWWWFを皮切りに、ドル箱カードとして全米各地でマッチメイクされた。また、かつてタッグを組んでいたボボ・ブラジルとの黒人レスラー同士の抗争も話題を呼んだ。
黒人ファンの多い南部でも主にヒールのポジションで活動し、1977年7月15日にはフロリダ州タラハシーにてダスティ・ローデスからNWAフロリダ・ヘビー級王座を奪取。その後もフロリダ地区では、長年に渡ってローデスと抗争を繰り広げた。ミッドサウスのトライステート地区では1978年2月14日、ルイジアナ州シュリーブポートにてディック・マードックを破りNWA北米ヘビー級王座を獲得。以降もポール・オーンドーフやレイ・キャンディと同王座を争った。
1979年はジョージア地区にてブラックジャック・ランザやマスクド・スーパースターと共闘し、サンダーボルト・パターソン、ワフー・マクダニエル、ミスター・レスリング2号、トニー・アトラス、スタン・ハンセンらと対戦。同年はミッドアトランティック地区においてビッグ・ジョン・スタッドと2メートル・タッグを組み、ブラックジャック・マリガンとの大型対決も行われた。

#### 1980年代 - 晩年
1980年3月2日には中西部のカンザスシティにおいてブルーザー・ブロディと組み、空位となっていたNWAセントラル・ステーツ・タッグ王座の争奪トーナメントに出場、決勝でジェリー・オーツ&テッド・オーツを破り新王者チームとなった。同年は、6月28日にデトロイトで行われたワンナイト・タッグ・トーナメントにもアブドーラ・ザ・ブッチャーとの黒人コンビで出場、準決勝でザ・シーク&キラー・ブルックスと対戦した試合が日本でも全日本プロレス中継において放送された。翌月にはブロディと共に全日本プロレスに来日、8月4日に館林にてジャイアント馬場&ジャンボ鶴田のインターナショナル・タッグ王座に挑戦した。帰国後の11月1日にはインディアナポリスにてディック・ザ・ブルーザーを下し、WWA世界ヘビー級王座を獲得している。
以降、1980年代前半は地元ルイジアナに拠点を置くビル・ワット主宰のMSWA（旧NWAトライステート）を主戦場に、1981年1月16日にジェイク・ロバーツからルイジアナ・ヘビー級王座を、2月1日にはレロイ・ブラウンと組んでジャンクヤード・ドッグ&キラー・カール・コックスからミッドサウス・タッグ王座をそれぞれ奪取。同年はダラスのWCCWにも参戦しており、5月11日にケリー・フォン・エリックを破ってNWAアメリカン・ヘビー級王座を獲得。11月にはホセ・ロザリオを下してブラスナックル王者にもなった。

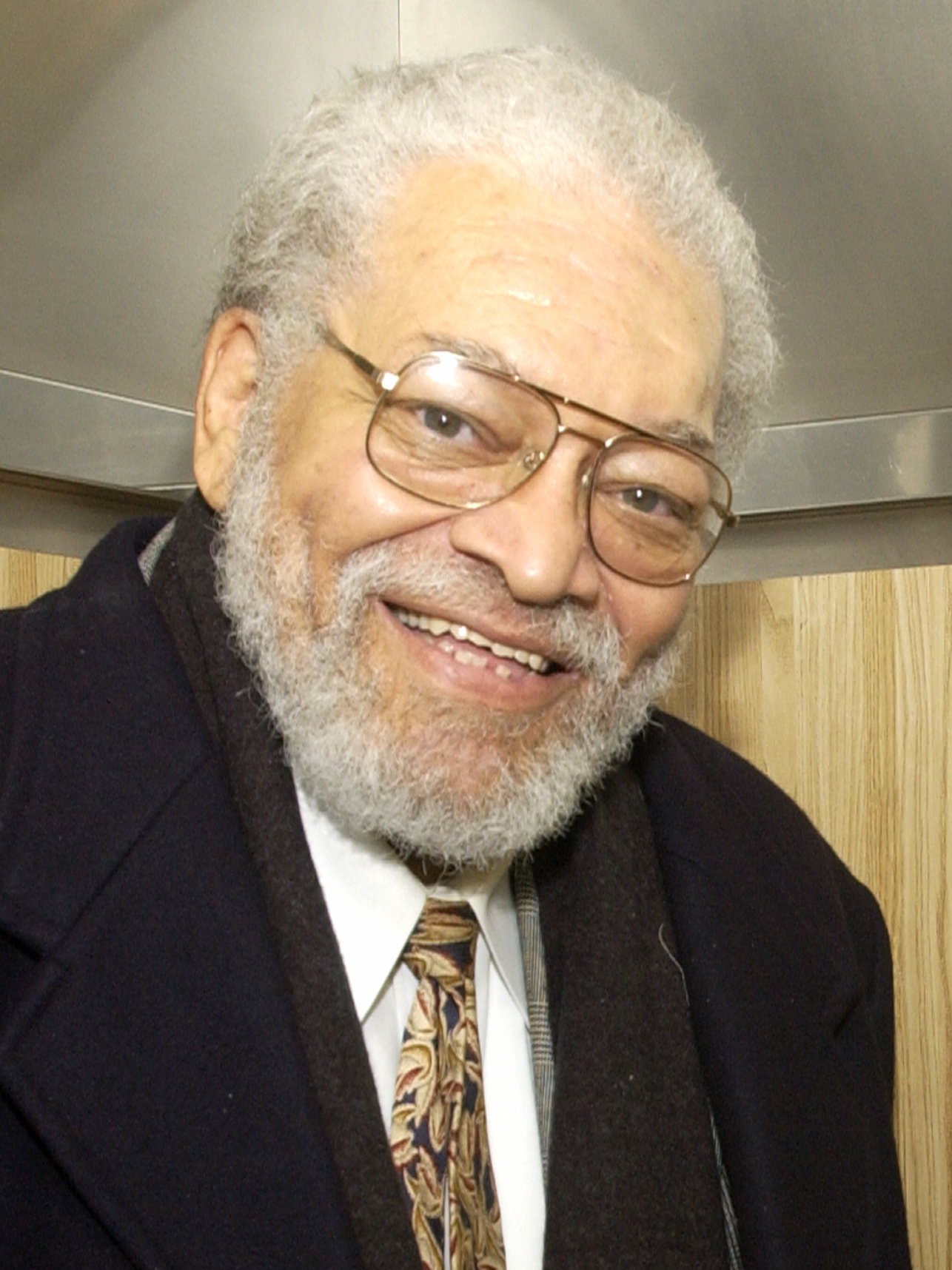
2004年

以降、古傷の膝が悪化してからはMSWAにてマイク・シャープ・ジュニア、ワイルド・サモアンズ、ブッチ・リード、バディ・ランデルらのプレイング・マネージャーを担当。1984年10月16日にマグナムTAを破り、北米ヘビー級王座に返り咲いたのが最後のタイトル戴冠となった。
1986年に現役を引退して、WWFでカラー・コメンテーターとして活動。ベビーフェイスのポジションに戻り、悪党コメンテーターのジョニー・バリアントやボビー・ヒーナンと舌戦を展開した。その後、地元のルイジアナでプロテスタントの牧師に転じた。
1995年にはWWE殿堂に迎えられている。式典のインダクターは、かつて黒人同士の抗争を展開したボボ・ブラジルが担当した（前年にブラジルが殿堂入りした際は、ラッドがブラジルのインダクターとなっている）。2004年のWWE殿堂式典では、MSWA時代の抗争相手だったジャンクヤード・ドッグのインダクターを務めた。
2007年3月10日、結腸癌のため死去。68歳没。生前はジョージ・W・ブッシュの親友でもあり、大統領時代のブッシュが病床のラッドを見舞って話題になったこともあった。

## 得意技
- カウンター・キック（「スパイダー・キック」と称された。アントニオ猪木からもフォールを奪ったことがある[2]）
- ネック・ハンギング・ツリー（ジャイアント馬場に伝授されたという説がある[4]）
- ショルダー・ブロック
- ドロップキック
- ダイビング・ボディ・プレス
- レッグ・ドロップ
- ベアハッグ
- スリーパーホールドを受けて腕を苦しげに振り回すアクション（技ではないが、絞め技を受けた彼が長い腕をバタンバタンと振り回し、それが次第に弱々しくなっていく様はそれこそ巨大なクモの断末魔のようであり、このアクションが出ると観客は大いに沸いた。他にも、投げ技を受ける際にわざと長い足を大きく振り回すようにして受身を取るなど、自分の巨大な肉体の｢効果的な見せ方｣を熟知していた）

## 獲得タイトル
ワールドワイド・レスリング・アソシエーツ

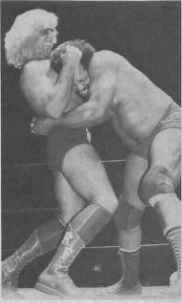
リック・フレアーと対戦するラッド（1981年）

- WWA世界タッグ王座：1回（w / エドワード・カーペンティア）[12]

NWAビッグタイム・レスリング / WCCW
- NWAテキサス・ヘビー級王座：1回[14]
- NWAアメリカン・ヘビー級王座：1回[43]
- NWAテキサス・ブラスナックル王座：1回[44]

チャンピオンシップ・レスリング・フロム・フロリダ
- NWAフロリダ・ヘビー級王座：1回[32]
- NWA南部ヘビー級王座：1回[49]

ジョージア・チャンピオンシップ・レスリング
- NWAジョージアTV王座：1回[50]
- NWAジョージア・タッグ王座：1回（w / オレイ・アンダーソン）[51]

セントラル・ステーツ・レスリング
- NWAセントラル・ステーツ・タッグ王座：1回（w / ブルーザー・ブロディ）[37]

NWAハリウッド・レスリング
- NWAアメリカス・ヘビー級王座：3回[25]

NWAトライステート / MSWA
- NWAアーカンソー・ヘビー級王座：1回[52]
- NWA USタッグ王座（トライステート版）：1回（w / ジ・アサシン）[53]
- NWA北米ヘビー級王座（トライステート版） / ミッドサウス北米ヘビー級王座：5回[34]
- ミッドサウス・ルイジアナ・ヘビー級王座：2回[41]
- ミッドサウス・タッグ王座：2回（w / レロイ・ブラウン）[42]

ナショナル・レスリング・フェデレーション
- NWF世界ヘビー級王座：1回[22]
- NWF北米ヘビー級王座：5回[21]
- NWFブラスナックル王座：1回[54]

ワールド・レスリング・アソシエーション（インディアナポリス）
- WWA世界ヘビー級王座：1回[40]
- WWA世界タッグ王座：1回（w / バロン・フォン・ラシク）[26]

ワールド・レスリング・カウンシル
- WWC北米ヘビー級王座：1回[27]

ワールド・チャンピオンシップ・レスリング
- WCW殿堂：1994年[55]

ワールド・レスリング・フェデレーション
- WWE殿堂：1995年（インダクターはボボ・ブラジル）[46]

※前年のブラジルの殿堂入り式典ではラッドがインダクターを務めた。
ナショナル・レスリング・アライアンス
- NWA殿堂：2012年[56]

## マネージャー
- グラン・ウィザード（WWWF）
- ボビー・ヒーナン（WWA、GCW）
- ソニー・キング（CWF）
- J・J・ディロン（CWF）
- ゲーリー・ハート（WCCW）